# アルビオン (戦列艦・3代)
|          | |
| 艦歴     | |
| 発注:    | 1839年6月21日 |
| 建造:    | プリマス工廠 |
| 起工:    | 1839年8月13日 |
| 進水:    | 1842年9月6日 |
| 竣工:    | 1844年1月23日 |
| その後:  | 1884年解体 |
| 性能諸元 | |
| クラス:  | アルビオン級戦列艦 |
| 排水量:  | 4,000t |
| 全長:    | 砲列甲板：205 ft 6 in (62.6 m) 竜骨：170 ft 4 in (51.9 m) |
| 全幅:    | 54 ft 5 in (16.6 m) |
| 喫水:    | 23 ft 8 in (7.2 m) |
| 機関:    | 帆走（3本マストシップ） |
| 乗員:    | 800名 |
| 兵装:    | 90門： 上砲列：32ポンド（15kg）砲26門、 8インチ（203mm）砲6門 下砲列：32ポンド（15kg）砲28門、 68ポンド（31kg）カロネード4門 後甲板：32ポンド（15kg）砲16門、 8インチ（203mm）砲2門 艦首楼：32ポンド（15kg）砲8門 |

アルビオン（HMS Albion）はウィリアム・シモンズ設計のアルビオン級90門2等戦列艦。1842年9月6日にプリマス工廠で進水した。